# Шајак
Шајак (фр. Chaillac) насеље је и општина у централној Француској у региону Центар (регион), у департману Ендр која припада префектури Блан.
По подацима из 2011. године у општини је живело 1100 становника, а густина насељености је износила 18,4 становника/km². Општина се простире на површини од 59,79 km². Налази се на средњој надморској висини од 196 метара (максималној 253 m, а минималној 122 m).

## Демографија
| 1962. | 1968. | 1975. | 1982. | 1990. | 1999. | 2011. |
| ----- | ----- | ----- | ----- | ----- | ----- | ----- |
| 1.263 | 1.358 | 1.253 | 1.149 | 1.246 | 1.170 | 1.100 |

График промене броја становника у току последњих година